# Hiketas (Tyrann von Syrakus)
Hiketas (altgriechisch Ἱκέτας Hikétas oder Ἱκέτης Hikétēs) war im frühen 3. Jahrhundert v. Chr. Tyrann von Syrakus auf der Insel Sizilien.

## Leben
Nach dem Tod des Tyrannen Agathokles von Syrakus im Jahr 289 v. Chr. flüchtete der aus Segesta stammende Offizier Menon, der zu den Vertrauten des verstorbenen Herrschers gehört hatte, zu dessen Enkel Archagathos, der sich mit seinen Truppen im Gebiet des Ätna aufhielt. Archagathos, dessen Vater ein damals bereits ums Leben gekommener Sohn des Agathokles aus erster Ehe war, hatte sich der Absicht seines Großvaters widersetzt, dessen aus der zweiten Ehe stammenden Sohn zum Nachfolger zu machen, und hatte den Rivalen getötet. Menon brachte Archagathos um und übernahm das Kommando über dessen Söldner, deren Vertrauen er gewann. Mit diesem Heer wandte sich Menon gegen Syrakus, um dort die Macht an sich zu reißen. Darauf wählten die Syrakusaner Hiketas, einen ihrer Mitbürger, zum Feldherrn und erteilten ihm offenbar Sondervollmachten, um den bevorstehenden Angriff abzuwehren. Damit wurde Hiketas faktisch Tyrann und erhielt staatsrechtlich die Stellung des Agathokles, doch ohne dessen Königstitel. Die in Syrakus geschlagenen Goldmünzen mit dem Bildnis und Namen des Hiketas, deren Inschrift „Zur Zeit des Hiketas“ (ΕΠΙ ΙΚΕΤΑ) lautet, lassen erkennen, dass Hiketas der Machthaber war, aber den Königstitel nicht angenommen hat.
Die militärische Auseinandersetzung zwischen Hiketas und Menon führte längere Zeit zu keiner Entscheidung, doch schließlich besiegten die mit Menon verbündeten karthagischen Truppen das Heer der Syrakusaner, worauf Hiketas Frieden schließen und der Rückkehr von Verbannten (wohl Gegnern des Agathokles) zustimmen musste; außerdem hatte Syrakus Geiseln zu stellen.
Die wenig später ausgebrochenen innerstädtischen Unruhen führten zur Vertreibung der Mamertiner („Marsmänner“), kampanischer Söldner, deren Einbürgerung Agathokles veranlasst hatte. In Syrakus verblieb Hiketas in seiner Machtstellung. Er führte einen Krieg gegen Phintias, den Tyrannen von Akragas (dem heutigen Agrigent), den er siegreich beendete. Später unterlag er aber den Karthagern am Fluss Terias (heute Fiume San Leonardo). Wahrscheinlich durch diese Niederlage wurde seine Stellung so geschwächt, dass es einem Offizier namens Thoinon, der wohl ein Söldnerführer war, 279 oder 278 gelang, ihn zu stürzen und aus Syrakus zu vertreiben.